# Peter Berglar
Peter Berglar (Kassel, 8 febbraio 1919 – Colonia, 10 novembre 1989) è stato uno storico tedesco.

## Biografia
Peter Berglar nacque a Kassel nel 1919 ed è cresciuto a Darmstadt. Studiò medicina umana a Berlino e conseguì il suo dottorato nel 1944. Lavorò come medico fino al 1966, specializzandosi in medicina interna a Colonia.
Presso l'Università di Colonia studiò storia, filologia tedesca e storia iberica e latinoamericana. Terminò i suoi studi di dottorato nel 1969.

## Opere
- Schiller oder der heroische Irrtum. Bonn 1959
- Welt und Wirkung. Gedanken über Menschen, Christen, Deutsche. Bibliotheca Christiana, Bonn 1961, ISBN B0000BGDZP
- Verhängnis und Verheißung. Papst Hadrian VI. - Der "Jesuitenstaat" in Paraguay. Bibliotheca Christiana, Bonn 1963
- Die Gesellschaftliche Evolution der Menschheit. Bibliotheca Christiana, Bonn 1965, ISBN B0000BGDZI
- Personen und Stationen -- Deutschlands, Europas, der Welt zwischen 1789 und heute . Bibliotheca Christiana, Bonn 1966, ISBN B0000BQ1FM
- Fortschritt zum Ursprung. Die Geschichtsneurose des modernen Menschen. Otto Müller, Salzburg 1978, ISBN 3-7013-0571-4
- Geschichte als Tradition - Geschichte als Fortschritt. in: Archiv für hessische Geschichte und Altertumskunde 1989, vol 47, p. 401–402

Ha anche scritto le seguenti biografie:
- Annette von Droste-Hülshoff. Reinbeck 1967, ISBN B0000BQ1FI
- Wilhelm von Humboldt. Rowohlt-Verlag, Reinbeck 1970, ISBN 3-499-50161-9
- Matthias Claudius. Rowohlt-Verlag, Reinbeck 1972; 2003 ISBN 3-499-50192-9
- Metternich -- Metternich. Kutscher Europas, Arzt der Revolutionen. Göttingen 1973, ISBN 3-7881-0079-6
- Konrad Adenauer -- Konrad Adenauer : Konkursverwalter oder Erneuerer der Nation? Göttingen 1975, ISBN 3-7881-0087-7
- Thomas More -- Die Stunde des Thomas Morus – Einer gegen die Macht. Freiburg 1978; Adamas-Verlag, Köln 1998, ISBN 3-925746-78-1
- Maria Theresa -- Maria Theresia. Rowohlt-Verlag, Reinbeck 1980; 2004 ISBN 3-499-50286-0
- Walther Rathenau -- Walther Rathenau. Ein Leben zwischen Philosophie und Politik. Styria-Verlag, Graz 1987 ISBN 3-222-11667-9
- Josemaría Escrivá -- Opus Dei. Leben und Werk des Gründers, Josemaria Escrivá. Adamas-Verlag, Köln 2005, ISBN 3-925746-67-6 (Opus Dei: Life and works of the founder, Josemaria Escriva)
- Saint Peter -- Petrus. Adamas-Verlag, Köln 1999, ISBN 3-925746-79-X

| Controllo di autorità | VIAF (EN) 91437862 · ISNI (EN) 0000 0001 0924 1095 · SBN CFIV071420 · BAV 495/126751 · LCCN (EN) n50007482 · GND (DE) 121047415 · BNE (ES) XX1081826 (data) · BNF (FR) cb120258426 (data) · J9U (EN, HE) 987007258522005171 · NSK (HR) 000038566 · CONOR.SI (SL) 51369059 |